# Ante Oršanić
Ante Oršanić (Vukovar, 28. travnja 1907. – Temperley, Argentina, 2. listopada 1968.), hrvatski novinar. Tijekom II. svjetskog rata, član Ustaškog pokreta i istaknuti pobornik režima NDH, te glavni urednik zagrebačkog dnevnika "Nova Hrvatska" (1942.-1944.). U političkoj emigraciji, urednik političkog magazina "Republika Hrvatska" u Buenos Airesu.

## Životopis
Još tijekom školovanja na gimnaziji u Vukovaru i studiranja u Zagrebu surađuje s "Hrvatskom smotrom" i drugim omladinskim časopisima, kao istaknuti član katoličkog Velikog križarskog bratstva.
Nakon što je završio Filozofski fakultet u Zagrebu, postaje redovitim suradnikom časopisa "Hrvatska smotra".
U Slavonskom Brodu izdaje, zajedno s Franjom Dujmovićem,  list Posavska Hrvatska, za koji  - kao mladi intelektualac koji smatra da Sporazumom Cvetković-Maček i osnivanjem Banovine Hrvatske 1939. god. hrvatsko pitanje nije na zadovoljavajući način riješeno - objavljuje tekstove koji su učestalo bili cenzurirani od državnih vlasti.
Nakon uspostave Nezavisne Države Hrvatske 1941. god. je imenovan ustaški povjerenikom za Županju; ubrzo se oko njega okuplja jedan krug nacionalistički novinara zainteresiranih za ostvarivanje utjecaja u medijima. Od 1942. do 1944. god. bio je glavni urednik zagrebačkog dnevnog lista "Nova Hrvatska", a nakon osnivanja Ustaškog nakladnog zavoda koji je djelovao kao izdavač svih glavnih hrvatskih dnevnika i tjednika, drugi direktor UNZ. Potom ga - od vremena kada se tražilo od Ustaškog nakladnog zavoda tražilo odlučno dovođenje novina na ustašku političku liniju -  na čelu Zavoda zamjenjuje dr. Mirko Puk - koji će dati otkaz većini novinara u zagrebačkim redakcijama; Ivan Oršanić je u to vrijeme na funkciji urednika povremenih naklada u Ustaškom nakladnom zavodu.
U svibnju 1945. odlazi u izbjeglištvo iz Hrvatske; od 1948. je u Argentini, gdje je 1951. sudjelovao u osnutku Hrvatske republikanske stranke - čiji je osnivač njegov brat Ivan Oršanić - te je postao prvim urednikom njezine tromjesečne političke revije Republika Hrvatska. U tom časopisu je objavio 26 političkih rasprava, uglavnom pod pseudonimima Pero Matanović i Marijan Bušić.